# Торнеш
Торнеш (нім. Tornesch) — місто в Німеччині, розташоване в землі Шлезвіг-Гольштейн. Входить до складу району Піннеберг.
Площа — 20,62 км2. Населення становить 14 131 ос. (станом на 31 грудня 2020).